# تک‌پر گوش‌سفید
تک‌پر گوش‌سفید یا تک‌روی گوش‌سفید (نام علمی: Entomodestes leucotis) نام یک گونه از سرده تک‌پرهای سرسیاه است.